# Призрачная команда
«Призрачная команда» (англ. The Scream Team) — американский детский мистический телефильм 2002 года. Оригинальный фильм канала «Дисней».

## Сюжет
Двое детей, Иэн и Клэр Кэрлайлы, приезжают в город, где недавно умер их дедушка. Вскоре они узнают, что здесь обитают привидения, Гроб Эд, Прыгун и Мария, которые разыскивают без вести пропавшую душу их скончавшегося дедушки. Выясняется, что её похитило злобное привидение Захарий Калл. Чтобы найти душу дедушки и уничтожить злодея, дети и добрые призраки обращаются за помощью к Патрулю душ (Soul Patrol)…

## В ролях
- Марк Рендалл — Иэн Кэрлайл
- Кэт Деннингс — Клэр Кэрлайл
- Эрик Айдл — Гроб Эд
- Томми Дэвидсон[англ.] — Прыгун
- Кэти Наджими — Мария
- Ким Коутс — Захарий Калл
- Найджел Беннет — Уорнер Макдональд
- Зои Палмер — Ребекка Калл

## Премьерный показ в разных странах[1]
- США — 4 октября 2002 года (Disney Channel); 11 октября 2002 года (другие телеканалы)
- Германия — 24 мая 2003 года
- Венгрия — 4 августа 2005 года
- Австралия — 22 октября 2006 года